# Vijaigarh
Vijaigarh è una suddivisione dell'India, classificata come nagar panchayat, di 5.921 abitanti, situata nel distretto di Aligarh, nello stato federato dell'Uttar Pradesh.